# FIFAコンフェデレーションズカップ2005
FIFAコンフェデレーションズカップ2005（英: FIFA Confederations Cup 2005）は、2005年6月15日から6月29日にかけて、FIFAワールドカップ・ドイツ大会のプレ大会としてドイツで開催された第7回目のFIFAコンフェデレーションズカップである。

## 概要
これまで、当大会は2年に1回のペースで行われていたが、前回大会におけるカメルーン代表のマルク＝ヴィヴィアン・フォエ選手の急逝を受けて、過密スケジュールを避けるという観点と、次回のFIFAワールドカップの運営リハーサルを行なうという観点を考慮して、今大会からコンフェデレーションズカップをFIFAワールドカップ本大会の前年に、同大会の開催国で行なうプレ公式大会と正式に定義し、かつグループリーグのスケジュールにも一定の間隔を持たせるようにした。

### エピソード
オーストラリア代表は、今大会をグループリーグA組を勝ち点0の最下位で終えた。そのことに危機感を覚えたオーストラリアサッカー連盟は、フランク・ファリーナ監督を更迭し、異なるチームでFIFAワールドカップ2大会連続ベスト4を成し遂げたフース・ヒディンク監督招聘を決断。同監督招聘には多額の資金（日本円で8億円相当）と熱意が必要とされたが、根気強く交渉を続けヒディンクの監督招聘に成功した。ヒディンクはオーストラリアを32年ぶりとなるFIFAワールドカップ本大会出場に導き、さらにドイツ大会でもベスト16という快挙を達成させた。

## 出場国
| チーム         | 大陸連盟 | 参加資格                                              | 回数           |
| -------------- | -------- | ----------------------------------------------------- | -------------- |
| ドイツ         | UEFA     | 2006 FIFAワールドカップ 開催国                        | 3大会ぶり2回目 |
| 日本           | AFC      | AFCアジアカップ2004 優勝                              | 3大会連続4回目 |
| チュニジア     | CAF      | アフリカネイションズカップ2004 優勝                   | 初出場         |
| メキシコ       | CONCACAF | 2003 CONCACAFゴールドカップ 優勝                      | 2大会ぶり5回目 |
| アルゼンチン   | CONMEBOL | コパ・アメリカ2004 準優勝                             | 5大会ぶり3回目 |
| オーストラリア | OFC      | OFCネイションズカップ2004 優勝                        | 2大会ぶり3回目 |
| ギリシャ       | UEFA     | UEFA EURO 2004 優勝                                   | 初出場         |
| ブラジル       | CONMEBOL | 2002 FIFAワールドカップ 優勝、コパ・アメリカ2004 優勝 | 5大会連続5回目 |

## 会場一覧

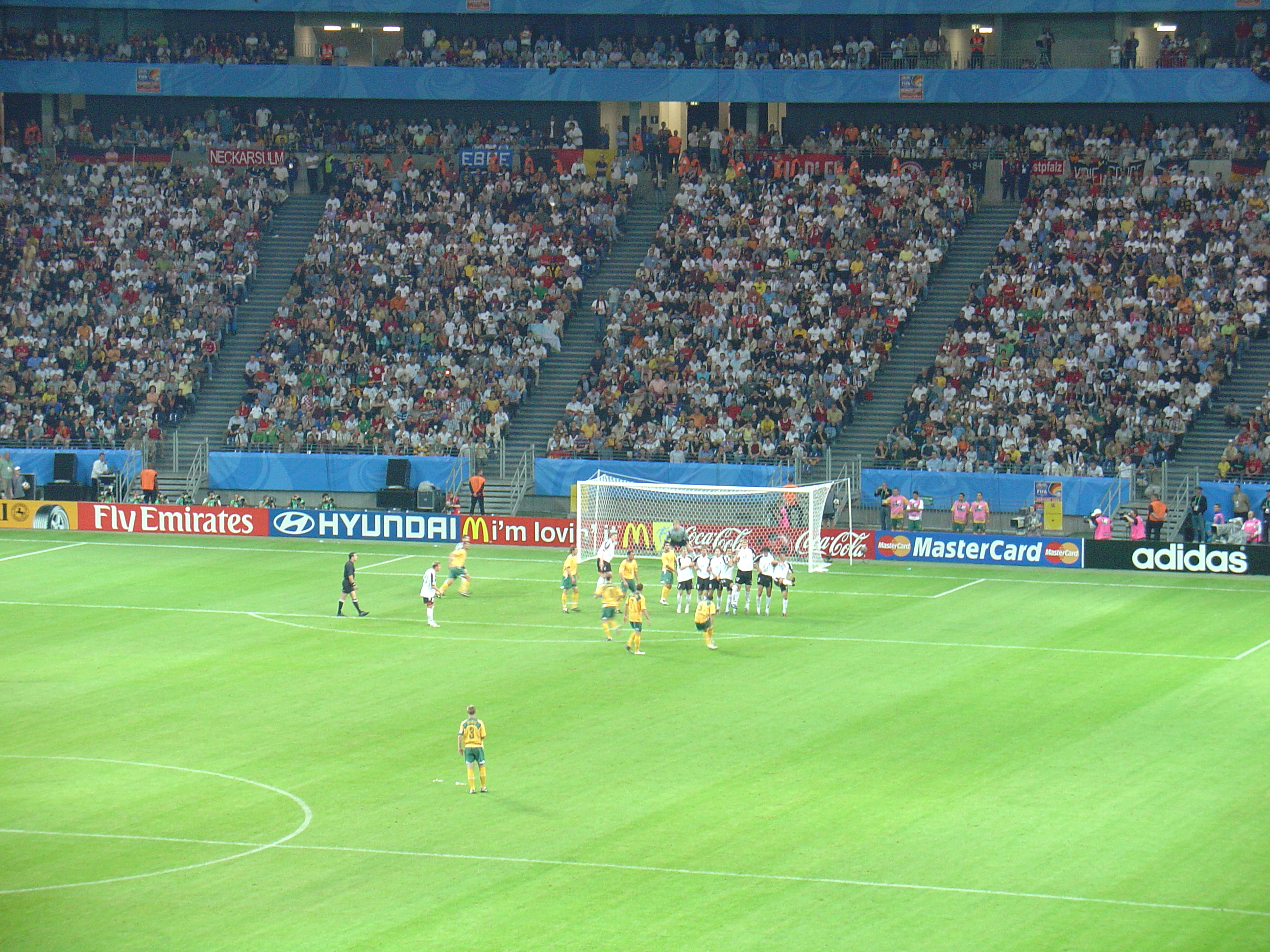
ドイツ対オーストラリアの試合

| 都市           | スタジアム名                   | 収容人数 |
| -------------- | ------------------------------ | -------- |
| フランクフルト | コメルツバンク・アレーナ       | 48,132人 |
| ケルン         | ラインエネルギーシュタディオン | 46,120人 |
| ハノーファー   | AWDアレーナ                    | 44,652人 |
| ライプツィヒ   | ツェントラールシュタディオン   | 44,200人 |
| ニュルンベルク | フランケン・シュタディオン     | 41,926人 |

## 結果

### グループリーグ

#### グループ A
| 順 | チーム         | 試 | 勝 | 分 | 敗 | 得 | 失 | 差 | 点 |
| -- | -------------- | -- | -- | -- | -- | -- | -- | -- | -- |
| 1  | ドイツ         | 3  | 2  | 1  | 0  | 9  | 5  | +4 | 7  |
| 2  | アルゼンチン   | 3  | 2  | 1  | 0  | 8  | 5  | +3 | 7  |
| 3  | チュニジア     | 3  | 1  | 0  | 2  | 3  | 5  | −2 | 3  |
| 4  | オーストラリア | 3  | 0  | 0  | 3  | 5  | 10 | −5 | 0  |

| 2005年6月15日 18:00 |

| アルゼンチン                       | 2 - 1    | チュニジア             |
| リケルメ 33分 (PK) · サビオラ 57分 | レポート | ゲマムディア 75分 (PK) |

| ラインエネルギーシュタディオン（ケルン） 観客数: 28,033人 主審: ロベルト・ロセッティ |

| 2005年6月15日 21:00 |

| ドイツ                                                                     | 4 - 3    | オーストラリア                        |
| クラーニ 17分 · メルテザッカー 23分 · バラック 60分 (PK) · ポドルスキ 88分 | レポート | スココ 21分 · アロイージ 31分, 90+2分 |

| コメルツバンク・アレーナ（フランクフルト） 観客数: 46,466人 主審: カルロス・アマリージャ |

| 2005年6月18日 18:00 |

| チュニジア | 0 - 3    | ドイツ                                                           |
|            | レポート | バラック 74分 (PK) · シュヴァインシュタイガー 80分 · ハンケ 88分 |

| ラインエネルギーシュタディオン（ケルン） 観客数: 44,337人 主審: ピーター・プレンダーガスト |

| 2005年6月18日 20:45 |

| オーストラリア             | 2 - 4    | アルゼンチン                                     |
| アロイージ 61分 (PK), 70分 | レポート | フィゲロア 12分, 53分, 89分 · リケルメ 31分 (PK) |

| フランケン・シュタディオン（ニュルンベルク） 観客数: 25,218人 主審: シャムスル・マイディン |

| 2005年6月21日 20:45 |

| オーストラリア | 0 - 2    | チュニジア          |
|                | レポート | サントス 26分, 70分 |

| ツェントラールシュタディオン（ライプツィヒ） 観客数: 44,337人 主審: カルロス・チャンディア |

| 2005年6月21日 20:45 |

| アルゼンチン                      | 2 - 2    | ドイツ                        |
| リケルメ 33分 · カンビアッソ 74分 | レポート | クラニー 29分 · アサモア 51分 |

| フランケン・シュタディオン（ニュルンベルク） 観客数: 42,088人 主審: ルボス・ミシェル |

#### グループ B
| 順 | チーム   | 試 | 勝 | 分 | 敗 | 得 | 失 | 差 | 点 |
| -- | -------- | -- | -- | -- | -- | -- | -- | -- | -- |
| 1  | メキシコ | 3  | 2  | 1  | 0  | 3  | 1  | +2 | 7  |
| 2  | ブラジル | 3  | 1  | 1  | 1  | 5  | 3  | +2 | 4  |
| 3  | 日本     | 3  | 1  | 1  | 1  | 4  | 4  | 0  | 4  |
| 4  | ギリシャ | 3  | 0  | 1  | 2  | 0  | 4  | −4 | 1  |

| 2005年6月16日 18:00 |

| 日本        | 1 - 2    | メキシコ                        |
| 柳沢敦 12分 | レポート | シーニャ 39分 · フォンセカ 64分 |

| AWDアレーナ（ハノーファー） 観客数: 24,036人 主審: マシュー・ブリーズ |

| 2005年6月16日 20:45 |

| ブラジル                                                | 3 - 0    | ギリシャ |
| アドリアーノ 41分 · ロビーニョ 46分 · ジュニーニョ 81分 | レポート |          |

| ツェントラールシュタディオン（ライプツィヒ） 観客数: 42,507人 主審: ルボス・ミシェル |

| 2005年6月19日 18:00 |

| ギリシャ | 0 - 1    | 日本          |
|          | レポート | 大黒将志 76分 |

| コメルツバンク・アレーナ（フランクフルト） 観客数: 34,314人 主審: ヘルベルト・ファンデル |

| 2005年6月19日 20:45 |

| メキシコ          | 1 - 0    | ブラジル |
| ボルヘッティ 59分 | レポート |          |

| AWDアレーナ（ハノーファー） 観客数: 43,677人 主審: ロベルト・ロセッティ |

| 2005年6月22日 20:45 |

| ギリシャ | 0 - 0    | メキシコ |
|          | レポート |          |

| コメルツバンク・アレーナ（フランクフルト） 観客数: 31,285人 主審: カルロス・アマリージャ |

| 2005年6月22日 20:45 |

| 日本                          | 2 - 2    | ブラジル                              |
| 中村俊輔 27分 · 大黒将志 88分 | レポート | ロビーニョ 10分 · ロナウジーニョ 39分 |

| ラインエネルギーシュタディオン（ケルン） 観客数: 44,922人 主審: ムラード・ダーミ |

### 決勝トーナメント
|  | 準決勝                   | 準決勝       |                          |       | 決勝 | 決勝 |
|  |                          |              |                          |       |      |      |
|  | 6月25日 - ニュルンベルク |              |                          |       |      |      |
|  |                          |              |                          |       |      |      |
|  | ドイツ                   | 2            |                          |       |      |      |
|  | ドイツ                   | 2            | 6月29日 - フランクフルト |       |      |      |
|  | ブラジル                 | 3            |                          |       |      |      |
|  | ブラジル                 | 3            | ブラジル                 | 4     |      |      |
|  | 6月26日 - ハノーファー   |              | ブラジル                 | 4     |      |      |
|  |                          | アルゼンチン | 1                        |       |      |      |
|  | メキシコ                 | アルゼンチン | 1                        | 1 (5) |      |      |
|  | メキシコ                 |              |                          | 1 (5) |      |      |
|  | アルゼンチン (p)         | 1 (6)        |                          |       |      |      |
|  | アルゼンチン (p)         | 1 (6)        | 3位決定戦                |       |      |      |
|  |                          |              |                          |       |      |      |
|  | 6月29日 - ライプツィヒ   |              |                          |       |      |      |
|  |                          |              |                          |       |      |      |
|  | ドイツ (延長)            | 4            |                          |       |      |      |
|  | ドイツ (延長)            | 4            |                          |       |      |      |
|  | メキシコ                 | 3            |                          |       |      |      |

#### 準決勝
| 2005年6月25日 18:00 |

| ドイツ                               | 2 - 3    | ブラジル                                           |
| ポドルスキ 23分 · バラック 45分 (PK) | レポート | アドリアーノ 21分, 76分 · ロナウジーニョ 43分 (PK) |

| フランケン・シュタディオン（ニュルンベルク） 観客数: 42,187人 主審: カルロス・チャンディア |

| 2005年6月26日 18:00 |

| メキシコ                                            | 1 - 1 (延長) | アルゼンチン                                                    |
| イド 104分                                          | レポート     | フィゲロア 110分                                                |
|                                                     | PK戦         |                                                                 |
| ゴメス パルド ボルヘッティ サルシド ピネダ オソリオ | 5 - 6        | リケルメ ロドリゲス アイマール ガジェッティ ソリン カンビアッソ |

| AWDアレーナ（ハノーファー） 観客数: 40,718人 主審: ロベルト・ロセッティ |

#### 3位決定戦
| 2005年6月29日 18:00 |

| ドイツ                                                                        | 4 - 3 (延長) | メキシコ                                  |
| ポドルスキ 37分 · シュヴァインシュタイガー 41分 · フート 79分 · バラック 97分 | レポート     | フォンセカ 40分 · ボルヘッティ 58分, 85分 |

| ツェントラールシュタディオン（ライプツィヒ） 観客数: 43,335人 主審: マシュー・ブリーズ |

#### 決勝
| 2005年6月29日 20:45 |

| ブラジル                                                  | 4 - 1    | アルゼンチン    |
| アドリアーノ 11分, 63分 · カカ 16分 · ロナウジーニョ 47分 | レポート | アイマール 65分 |

| コメルツバンク・アレーナ（フランクフルト） 観客数: 45,591人 主審: ルボス・ミシェル |

## 優勝国
| FIFAコンフェデレーションズカップ2005優勝国 |
| ------------------------------------------ |
| · ブラジル · 4大会ぶり2回目                |

## 表彰
| 賞                             | 受賞選手・チーム         | 備考   |
| ------------------------------ | ------------------------ | ------ |
| ゴールデンボール（大会MVP）    | アドリアーノ             | 優勝   |
| シルバーボール                 | フアン・ロマン・リケルメ | 準優勝 |
| ブロンズボール                 | ロナウジーニョ           | 優勝   |
| ゴールデンシューズ（得点王）   | アドリアーノ             | 5得点  |
| シルバーシューズ               | ミヒャエル・バラック     | 4得点  |
| ブロンズシューズ               | ジョン・アロイージ       | 4得点  |
| ゴールデングローブ（最優秀GK） | オスワルド・サンチェス   | 5失点  |
| フェアプレー賞                 | ギリシャ                 | 1回目  |